# Giromagny
Giromagny és un municipi francès, es troba al departament del Territori de Belfort i a la regió de Borgonya - Franc Comtat. L'any 1999 tenia 3300 habitants.

## Geografia
Giromagny es troba a l'entrada de la vall de la Savoureuse, al peu dels Vosges, a 13 kilomètres de Belfort.

## Demografia
| 1962 | 1968 | 1975 | 1982 | 1990 | 1999 |
| ---- | ---- | ---- | ---- | ---- | ---- |
| 3181 | 3171 | 3393 | 3577 | 3226 | 3300 |